# تل‌سیاه (بوشهر)
تُل‌سیاه، روستایی است از توابع بخش چغادک در شهرستان بوشهر استان بوشهر ایران.

## جمعیت
این روستا در دهستان دویره قرار داشته و بر اساس سرشماری سال ۱۳۸۵ جمعیت آن ۵۲۷ نفر (۱۳۳خانوار) بوده‌است.